# Портмарнък
Портмарнък (на английски: Portmarnock; на ирландски: Port Mearnóg) е град в Източна Ирландия. Разположен е в графство Фингал на графство Дъблин, провинция Ленстър на 15 km северно от столицата Дъблин по северния бряг на Ирландско море. Има жп гара по линията Дъблин-Дроида от 25 май 1844 г. Населението му е 8979 жители от преброяването през 2006 г. 